# Romániai magyar szabadkőműves irodalom
Szabadkőműves irodalom – A magyar szabadkőműves mozgalom kezdetei Bécsbe, Mária Terézia udvarába nyúlnak vissza. 1742-ben itt avatták be az udvar köréhez tartozó első magyarokat, köztük Báróczi Sándor testőrírót. A felvilágosodás ismert alakjai közül még a századvég előtt a mozgalomhoz tartozott a Martinovics-féle összeesküvés legtöbb tagja. A birodalomban igen hamar elterjedt: 1749-ben már Brassóban, 1765-ben Nagyszebenben is alakult páholy, ez utóbbihoz tartozott Samuel von Brukenthal és gróf Bánffy György gubernátor. Az 1770-es években páholy alakult Temesváron (1772-től), Csíkszeredában (1780-tól), Kolozsváron (1782-től), Nagyváradon (1790-től). Az erdélyi páholyokhoz az akkori szellemi élet számos ismert alakja (Aranka György, Gyarmathi Sámuel, Sipos Pál) is hozzátartozott.

## Erdélyi páholyok
A jakobinus mozgalom vérbe fojtása s a II. József halálát követő visszarendeződés után a reformkorban indul meg újra Magyarországon is, Erdélyben is a páholyok szervezése (olyanokat említhetünk tagjaik sorában, mint Cserei Farkas, gróf Festetics György, Kölcsey Ferenc, gróf Széchényi Ferenc), igazi lendületet azonban az 1867-es kiegyezés után kapott a mozgalom, amikor a polgárosodás kibontakozásával az új polgári réteg nagyszámban kapcsolódott be a gyorsan szaporodó páholyok munkájába.
Az első világháború küszöbén, 1913-ban Magyarországon már 115 páholy s azoknak kb. 19 000 szabadkőműves tagja volt, s 18 erdélyi városban alakultak rövidebb-hosszabb élettartamú páholyok: Temesváron (1868-ban), Aradon (1870-ben), Újaradon, Lippán és Oravicán (1871-ben), Szamosújváron és Szatmárnémetiben (1872-ben), Resicán (1873-ban), Nagyváradon (1876-ban), Máramarosszigeten és Brassóban (1877-ben majd 1889-ben), Nagyszebenben (1880-ban), Karánsebesen (1882-ben), Kolozsváron (1886-ban), Sepsiszentgyörgyön (1892-ben, majd újra 1912-ben), Désen (1900-ban), Orsován (1903-ban), Marosvásárhelyen (1905-ben), Petrozsényben (1909-ben), Medgyesen (1910-ben), Déván (1911-ben), Zilahon (1914-ben), Székelyudvarhelyen (1915-ben) Lugoson (1918-ban).
Mivel az első világháborút megelőző radikális polgári mozgalmakban, majd a magyar őszirózsás forradalomban számos szabadkőműves exponálta magát, s többen a kommün alatt is szerepet vállaltak, Magyarországon 1920 után betiltották a páholyokat. Romániában viszont szabadon működött, sőt a korábban alakult magyar páholyok önállóan, saját kereteiket újraépítve tevékenykedhettek. A legaktívabbak közé tartozott ebben az időben a kolozsvári Unió páholy (főmestere Janovics Jenő), a marosvásárhelyi Bethlen Gábor páholy (főmesterhelyettese Molter Károly), az aradi Concordia páholy (főmestere Szöllősi István) és a nagyváradi Bihar páholy (főmestere Edelmann Menyhért); de működött magyar páholy vagy kör ebben a két évtizedben Brassóban (az Aurora), Désen (a II. Rákóczi Ferenc-kör), Déván (a Hunyad), Karánsebesen (az Oriens), Lugoson (a Dél), Máramarosszigeten (a Tisza), Nagybányán (a Humanitas), Sepsiszentgyörgyön (a Siculia), Szatmárnémetiben (az Aurora), Temesváron (a Bánát).
Tevékenységük a szélsőjobboldal agresszív előretörése miatt az 1930-as évek derekára egyre több nehézségbe ütközött, s noha az önművelésen és a szolidaritáson kívül főképp humanitárius – sőt kisebbségvédelmi – feladatokat helyeztek előtérbe, nyílt támadásoknak, provokációknak voltak kitéve. Emiatt 1937 februárjában a romániai központi szervezet feloszlott, s ez a magyar páholyok önfeloszlatását is maga után vonta.
A bécsi döntés után az erdélyi páholyok kulturális tevékenységüket az Országos Magyar Kereskedelmi Egylet keretébe illeszkedve próbálták feléleszteni, de már kezdettől a rendőrségi nyomozó szervek megfigyelésének és a szélsőjobboldali sajtó támadásainak kitéve dolgoztak. 1942-ben a Magyarság c. lapban a marosvásárhelyi Bethlen Gábor páholy ellen indult támadás, 1943-ban pedig nyilvános bírósági tárgyalás kezdődött a kolozsvári Unió páholy tagjai ellen. Ebben a perben a vádlottak sorában volt Asztalos Sándor, Jancsó Elemér, Mikó Imre, Mikó Lőrinc és Tamási Áron is. A per végül felmentésükkel végződött, de ez is elég volt bármilyen további munka ellehetetlenítésére.
A második világháború és a deportálások végleg szétzilálták a mozgalmat, s az események során az egyes páholyok irattárai is megsemmisültek. A háború után Romániában kísérlet történt a mozgalom újraszervezésére, a kommunista hatalom azonban még a legalitás idején ellenséges elemekként kezelte a szabadkőműveseket, s 1948 júliusában formálisan is betiltották a mozgalmat, amely magyar vonalon már amúgy sem szerveződött újra.
A szabadkőművesség célkitűzései között az önművelés mellett a kulturális és szociális tevékenység is nagy szerepet játszott, ez azonban nem feltétlenül a páholyokban folyó munka keretében nyilvánult meg. A nagyváradi páholyoknak például olyan vezető magyar értelmiségiek voltak a tagjai, mint Ágoston Péter jogakadémiai tanár, Böszörményi Andor ügyvéd, közgazdász, Dénes Sándor, a Szamos és Hegedűs Nándor, a Nagyváradi Napló főszerkesztője, Leövey Leó színművész, Marton Manó újságíró, Rozvány Jenő ügyvéd, Sonnenfeld Adolf nyomdatulajdonos, Tabéry Géza író, Vágó József építész.

## Szabadkőműves irodalom 1918 után
Maga a tényleges szabadkőműves irodalom 1918 után alig néhány művet mutathatott fel. Ezek közül a mozgalom erdélyi történetére vonatkozólag forrásértékűek Jancsó Elemér könyvei: Az erdélyi szabadkőművesség kulturális és irodalomtörténeti jelentősége a XVIII. században (Kolozsvár, 1934); A magyar szabadkőművesség a XVIII. században (Kolozsvár, 1936); Balázs Lajosnak a temesvári Losonczy szabadkőműves páholy 30 éves évfordulójára kiadott kötete (Harminc év. 1899–1929. Temesvár, 1929), valamint a kolozsvári Unió páholy félszázados jubileumára Jancsó Elemér és munkatársai által szerkesztett két kiadvány (Ötven év munkája. Kolozsvár, 1936; Az Unió szabadkőműves páholy ötven éve. Kolozsvár, 1937). Ezenkívül megemlíthető az akkor már betiltott magyarországi nagypáholy be nem iktatott de facto nagymesterének, Balassa Józsefnek Jules Romains a szabadkőművességről c. kiadványa (Kolozsvár, é. n.) és Kőhalmi Béla Szabadkőműves kátéja (Temesvár, é. n.).
Az erdélyi magyar szabadkőművességnek saját lapja is volt a Kolozsvárt megjelenő Testvériség, folytatása Humanitas címen (1931–36); ezt az Unió páholy megbízásából Mezei Sándor, majd Mezei Gyula szerkesztette, s a páholy szervezésében tartott előadások szövegei, társasági hírek, közlemények jelentek meg benne. De közöltek magyar nyelvű előadásokat az ugyancsak Kolozsvárt megjelenő többnyelvű Napocában is.